# 146
| 146                |
| ------------------ |
| Dødsfald - Fødsler |
|                    |

| Gregoriansk kalender | 146 CXLVI               |
| Ab urbe condita      | 899                     |
| Armensk kalender     | I/T                     |
| Kinesiske kalender   | 2842 – 2843 乙酉 – 丙戌 |
| Etiopisk kalender    | 138 – 139               |
| Jødisk kalender      | 3906 – 3907             |
| Hindukalendere       |                         |
| - Vikram Samvat      | 201 – 202               |
| - Shaka Samvat       | 68 – 69                 |
| - Kali Yuga          | 3247 – 3248             |
| Iransk kalender      | 476 BP – 475 BP         |
| Islamisk kalender    | 491 BH – 490 BH         |

Se også 146 (tal)

## Født
- 11. april – Septimius Severus, romersk kejser